# Teresa Portugalska (królowa Leónu)

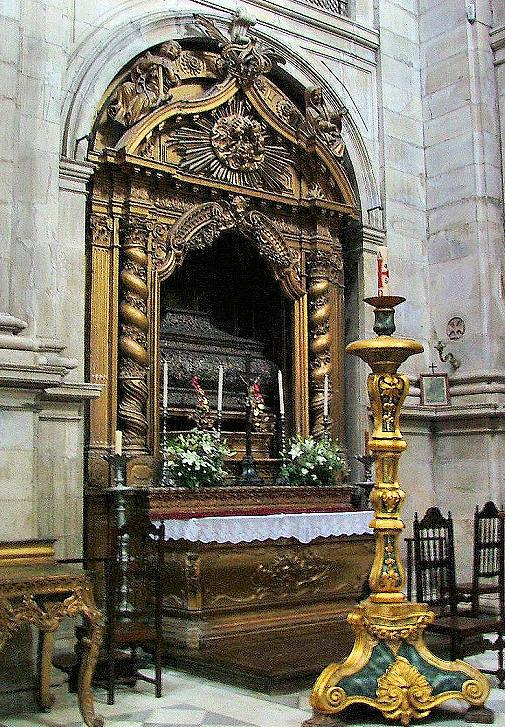
Nagrobek bł. Teresy Portugalskiej w Lorvão

Teresa Portugalska (ur. 1181 w Coimbrze, zm. 18 czerwca 1250 w Lorvão) – infantka portugalska, córka króla Portugalii Sancha I i Dulce Berenguer, żona króla Leónu Alfonsa IX, benedyktynka oraz błogosławiona Kościoła katolickiego.

## Życiorys
Teresa była matką trzech dzieci Alfonsa, lecz ich małżeństwo zostało uznane z nieważne (byli kuzynostwem), Teresa powróciła do Lorvão, gdzie założyła benedyktyński klasztor, później przekształcony w większy, cysterski klasztor, dla ponad 300 zakonnic.
W 1230 roku, Alfons zmarł, lecz miał dzieci ze swoją drugą żoną Berenguelą z Kastylii. Jednak drugie małżeństwo Alfonsa, również zostało anulowane, z tego samego powodu co pierwsze - małżonkowie byli kuzynami. Po dwóch nieważnych małżeństwach powstał spór, kto miałby odziedziczyć tron. Teresa przybyła do Leónu i oświadczyła, że jej dzieci nie roszczą sobie prawa do tronu, więc królem został syn Berengueli, Ferdynand. Po zamieszaniu związanym z sukcesją, Teresa wróciła do Lorvão, gdzie przyjęła śluby zakonne, choć już od lat była mniszką. Zmarła śmiercią naturalną 18 czerwca 1250 roku.

## Kult
13 grudnia 1705 roku została beatyfikowana (wraz z siostrą Sanchą) przez papieża Klemensa XI.
Błogosławiona Teresa jest patronką Portugalii.
Wspomnienie liturgiczne w Kościele katolickim obchodzone jest 17 czerwca.